# Nem harap a néni
A Nem harap a néni Szulák Andrea első szólólemeze, amit a Rapülők zenekar tagjai segítségével készített el.

## Az album dalai[1]
1. Rock and roller (Presser Gábor)
2. Hajnalig vigyázz rám (Berkes Gábor-Szentmihályi Gábor-Duba Gábor)
3. Félig sem egészen (Berkes Gábor-Szentmihályi Gábor-Geszti Péter)
4. Ha lépek, sose nézek a lábam elé (Pásztor László-Jakab György-Kozso)
5. Nőerőmű (Berkes Gábor-Szentmihályi Gábor-Geszti Péter)
6. Újra és újra (Berkes Gábor-Szentmihályi Gábor-Duba Gábor)
7. Miért várom őt (Berkes Gábor-Szentmihályi Gábor-dr. Porci)
8. Fújjon a szél (Berkes Gábor-Szentmihályi Gábor-Duba Gábor)
9. Nekem a mindörökké kéne (Ifj. Jakab György-Janicsák István)
10. Nem harap a néni (Berkes Gábor-Szentmihályi Gábor-Geszti Péter)

## Közreműködtek
- Berkes Gábor - billentyűk
- Szentmihályi Gábor - dobok
- Geszti Péter - rap
- Hrutka Róbert - gitár
- Auth Csilla, Tunyogi Bernadett - vokál